# سرخ‌باله‌ها
سرخ‌باله‌ها(نام علمی: Scardinius) نام یک سرده از تیره کپورماهیان است.